# Ивайло Станев (футболист)
Ивайло Станев Иванов е български треньор по футбол. От 2009 г. притежава УЕФА „ПРО“ лиценз за треньор на вратари. Завършил е ВСУ „Черноризец Храбър“ със специалност икономика. През 2008 г. започва работа в Академия Литекс като треньор на вратарите, а от лятото на 2009 г. води юношите мл.възраст в школата на „оранжевите“.
Роден е на 4 февруари 1979 година в Русе. Започва да тренира футбол през 1989 г. при треньора Петър Пенев в Дунав (Русе) като вратар. Преминава през всичките юношески формации за да стигне през 1999 г. до първия състав с който се състезава в Б група. През 2001 г. преминава в градския съперник Локомотив (Русе) и му защитава цветовете до 2002 г. Същата година поради липса на средства клубът е разформирован, а футболистите са разпуснати. Президентът на отбора Венцислав Ангелов основава частна футболна школа под името ФК „Чикаго Файер“ и кани Иво Станев за треньор на вратарите. През 2006 г. Станев е назначен за помощник на Ферарио Спасов в Дунав отново в Б група. От юли 2007 г. до февруари 2008 г. работи в ДЮШ на Дунав, след което е поканен да започне работа като треньор на вратарите в Академия Литекс. Шампион на България с юноши младша възраст родени 1992 г. за 2009 г. През същата година е носител на Купа на БФС с юноши, родени през 1993 г., както и победител в международния юношески турнир „Юлиян Манзаров“. От лятото на 2009 г. води юношите. През 2016 г. поема втория отбор на ПФК ЦСКА (София) II във Втора лига. На 9 януари 2017 г. напуска втория отбор на ЦСКА. През 2017 г. е назначен като асистент на Светослав Тодоров в отбора на ПФК ЦСКА (София) II. Треньор в ДЮШ на ЦСКА. През лятото на 2019 г. се присъединява към щаба на Добромир Митов в ЦСКА (София) като помощник-треньор. На 17 юли 2020 г. напуска първият отбор на ЦСКА (София) и поема юношите до 17 в ДЮШ на ЦСКА.